# Alapayevsky (huyện)
Huyện Alapayevsky (tiếng Nga: Алапа́евский райо́н) là một huyện hành chính tự quản (raion), của Tỉnh Sverdlovsk, Nga. Huyện có diện tích 10033 kilômét vuông. Trung tâm của huyện đóng ở Alapaevsk.